# The Filthy Tongues
The Filthy Tongues es una banda de rock alternativo originaria de Edimburgo, Escocia, integrada por Martin Metcalfe, Fin Wilson y Derek Kelly, quienes previamente habían formado parte de otras bandas: Goodbye Mr. Mackenzie y Angelfish (junto a Shirley Manson, actual líder de Garbage). Previamente, el grupo se llamaba Isa & the Filthy Tongues y estaba también integrado por la cantante estadounidense Stacey Chavis en la voz principal. Junto a ella, lanzaron dos álbumes de estudio.

## Historia
Formación y primeros lanzamientos

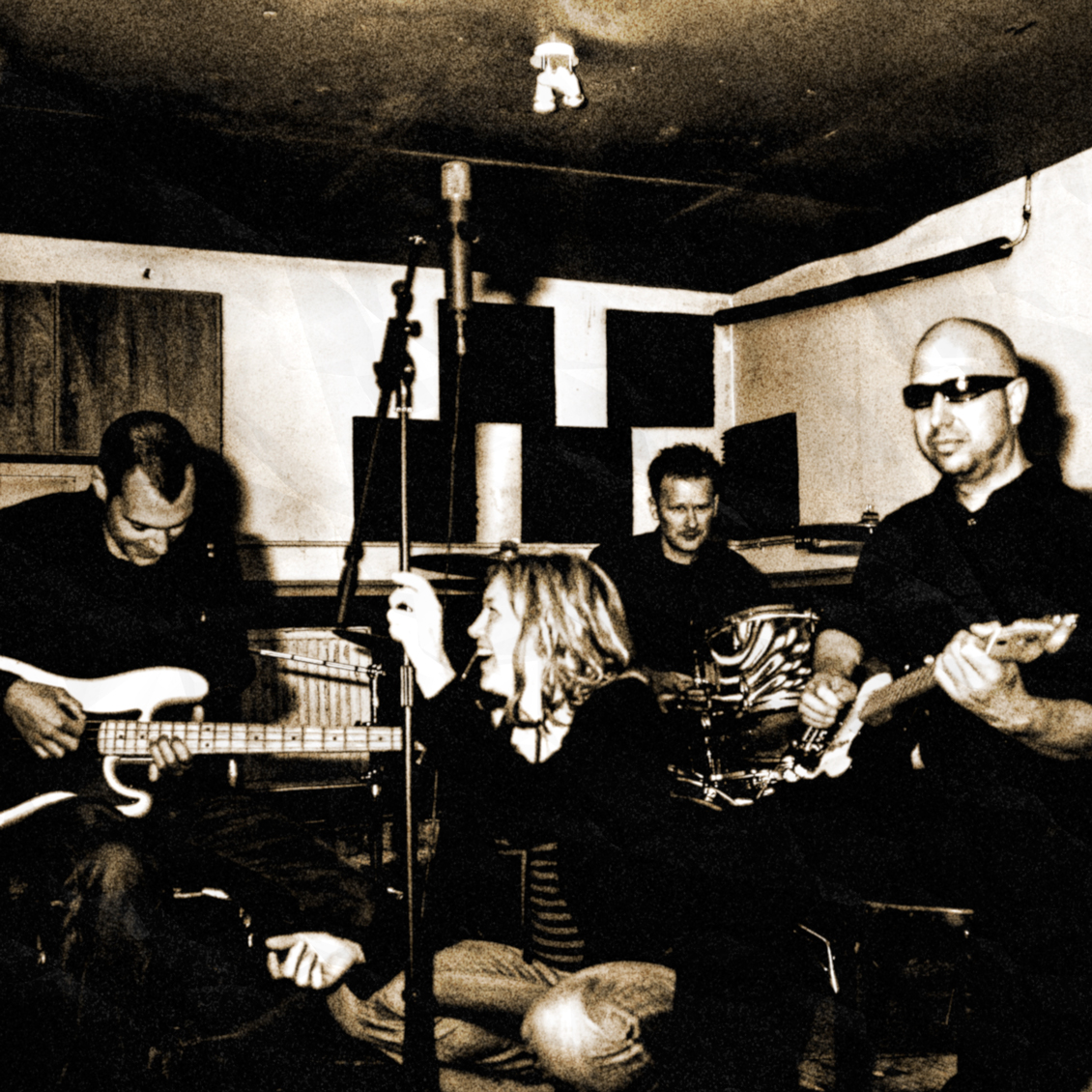
Antigua formación, bajo el nombre de Isa & The Filthy Tongues. De izquierda a derecha: Fin Wilson, Stacey Chavis, Derek Kelly y Martin Metcalfe.

Posterior a la separación de Goodbye Mr. Mackenzie y Angelfish, los músicos Fin Wilson, Martin Metcalfe y Derek Kelly continuaron trabajando en conjunto y en la música. En 1997, intentaron formar una nueva banda llamada Angelika, pero nunca se pudo concretar por varios motivos. Metcalfe entró en un proceso de rehabilitación por problemas con el alcohol y las drogas, mientras que Kelly se mudó a Berlín para dedicarse a trabajar en el mundo de las TICs, donde rápidamente comenzó a desempeñarse como desarrollador web. Kelly sugirió que esta sería una buena forma para que Metcalfe se mantuviera alejado de algunas de las tentaciones que el mundo musical podría traerle. Metcalfe finalmente comenzaría a estudiar Multimedia digital por dos años, entre 1998 y 2000.
Desde 1995 hasta 1998, Wilson y Metcalfe dieron vida a un dúo acústico denominado The Filthy Tongues, inspirados en una línea de la canción "Good Deeds" de su anterior agrupación Goodbye Mr. Mackenzie. Este nombre fue revivido aproximadamente en 2001, cuando los tres músicos decidieron crear un nuevo estilo de grupo. El concepto inicial era producir música y contar con la colaboración permanente de artistas y músicos invitados. Este concepto cambiaría con la llegada de la cantante estadounidense Stacey Chavis.
La banda produjo y lanzó su primer álbum de estudio titulado Addiction, a través de Circular Records en mayo de 2006. El disco fue posteriormente relanzado en 2009.
Al año siguiente, el grupo lanzó su segundo álbum llamado Dark Passenger, el que fue publicado mediante Neon Tetra Records. El periódico escocés Scotland on Sunday comparó la presentación de Metcalfe de su canción "Beautiful Girl" a la de la banda The Sensational Alex Harvey Band el que era liderado por Alex Harvey.
Colaboraciones
Su canción "Big Star" fue incluida en la banda sonora de la película Spread, dirigida por David Mackenzie y protagonizada por Ashton Kutcher y Anne Heche. Además, el grupo colaboró con cinco canciones incluyendo la que le dio el título a la película New Town Killers de 2008, dirigida por Richard Jobson, quien coescribió y cantó en la misma.

## Integrantes
Actuales miembros
- Martin Metcalfe (voz principal, guitarra)
- Finlay Wilson (bajo, coros)
- Derek Kelly (batería, coros)

Miembros de apoyo
- Alex Shedlock (teclados, guitarra)
- Asim Rasool (percusión)
- Susannah Clark (viola, violín)

Antiguos miembros
- Stacey Chavis (voz principal)

## Discografía

### Álbumes de estudio
Como Isa & the Filthy Tongues
- Addiction (2006)
- Dark Passenger (2009)

Como The Filthy Tongues
- Jacob's Ladder (2016)
- Back to Hell (2018)

### Sencillos
| Año  | Lanzamiento           | Discográfica                            |
| ---- | --------------------- | --------------------------------------- |
| 2006 | "I'll Do What I Want" | Circular Records/BLOKSHOK Productions   |
| 2009 | "New Town Killers"    | Neon Tetra Records/BLOKSHOK Productions |
| 2009 | "Big Star"            | Circular Records/BLOKSHOK Productions   |